# 卡羅·卡納
卡羅·卡納（義大利語：Carlo Canna；1992年8月25日—）是一位意大利橄欖球運動員。他是意大利國家橄欖球隊的一員，代表意大利參加了2015年世界盃橄欖球賽。